# 안누미나스
안누미나스(Annuminas)는 북왕국 아르노르의 수도이자 에리아도르의 중심지다. 저녁어스름 호수 주변에 세워졌다.
누메노르의 생존자 엘렌딜이 세운 이 도시는 신다린으로 서녘의 탑이라고 한다. 태양의 2시대 아킬라베스에 의해 새로운 도시를 세울 필요성에 의해 3320년에 건설되어 왕국이 분열되어 아르세다인의 영역에 포함된 포르노스트가 수도의 역할을 맡을 때까지 존속했다.